# ژیونو ۶۵۱۹
سیارک ۶۵۱۹ (به انگلیسی: 6519 Giono، نامگذاری:1991CX2) شش هزار و پانصد و نوزدهمین سیارک کشف شده‌است که در ۱۲ فوریه ۱۹۹۱ کشف شد.
قدر مطلق سیارک برابر ۱۴٫۰۰ است.